# Jerzy Jokiel
Jerzy Paweł Jokiel (ur. 9 sierpnia 1931 w Rudzie, zm. 7 października 2020 w Bochum) – polski gimnastyk sportowy. Srebrny medalista olimpijski z Helsinek.

## Kariera
Przez całą sportową karierę związany był z Pogonią Ruda Śląska, startował w jej barwach przez 25 lat (1947–1972). Był wielokrotnym mistrzem Polski, brał udział w wielu imprezach międzynarodowych, w tym trzykrotnie mistrzostwach świata (1954, 1958, 1962). Podczas IO 52 zajął drugie miejsce w ćwiczeniach wolnych. Był to pierwszy medal olimpijski zdobyty przez Polaka w tej dyscyplinie sportu. Na igrzyskach wystartował ponownie w 1960 w Rzymie.
Po zakończeniu kariery sportowej został trenerem, wyjechał za granicę. Jego żona Dorota Horzonek-Jokiel była brązową medalistką igrzysk w Melbourne, a córka Anita brała udział w igrzyskach w Moskwie.